# Lucio Mariani

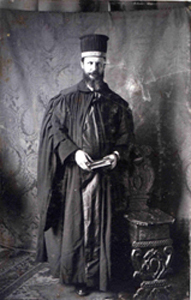
Lucio Mariani um 1905

Lucio Mariani (geboren am 4. August 1865 in Rom; gestorben am 30. August 1924 ebenda) war ein italienischer Klassischer Archäologe.
Lucio Mariani war der Sohn des angesehenen Freskenmalers Cesare Mariani (1826–1901), der unter anderem an der bildlichen Ausschmückung der Kirchen San Lorenzo fuori le Mura und Santa Maria in Aquiro in Rom oder der Kathedrale in Ascoli Piceno beteiligt war. Nach dem Besuch des Gymnasiums studierte er ab 1884 zunächst Jurisprudenz an der Universität La Sapienza in Rom und wurde 1888 laureiert. Im Anschluss begann er ein geisteswissenschaftliches Studium, das er 1890 mit der Bestnote für seine tesi di laurea über das antike Cora abschloss. Es folgten Reisen nach Deutschland und in die Schweiz, bevor er 1891 eine dreijährige Ausbildung an der Scuola nazionale d’archeologia begann. In diesen Jahren wurde er von Emanuel Loewy, Rodolfo Lanciani und Luigi Pigorini in die Methodik der Archäologie und der Kunstgeschichte eingeführt.
Zunächst war er im Rahmen dieser vertiefenden Studien mit der Erstellung des Katalogs für das Museum in Tarquinia-Corneto beschäftigt, bevor er an die Universität Neapel wechselte. 1893 nahm er an den seit 1884 stattfindenden archäologischen Untersuchungen Federico Halbherrs auf Kreta teil und bearbeitete vor allem die Funde älterer Kampagnen. Die Ergebnisse seiner Untersuchungen legte er 1895 in den „Antichità cretesi“ vor, in denen erstmals der Kamares-Stil als eigenständiger Keramikstil herausgearbeitet wurde. Es folgten Tätigkeiten für verschiedene Museen, unter anderem das Museo dell’ Opera di Palazzo im Dogenpalast, dessen archäologische Sammlung er neu organisierte. Im Jahr 1895 wurde er Assistent am Museo Nazionale Romano, dann in die städtische Kommission für Archäologie berufen und schließlich zum Vizeinspektor der Museen, Galerien und Ausgrabungen der Stadt ernannt, eine Funktion, in der er auch für die Redaktion der Notizie degli scavi d’antichità verantwortlich war.
Erfolgreich bewarb er sich 1897 um den Lehrstuhl für Archäologie an der Universität Pavia, an der er ab 1898 – erweitert um das Fach Alte Geschichte – lehrte. Bereits im Jahr 1897 begann er mit der Aufarbeitung des aus hunderten von Gräbern stammenden Materials, das 1879 in Alfedena, dem antiken Aufidena, ausgegraben worden war. Ursprünglich sollte die Durchsicht und Ordnung der Grabinventare nur der Vorbereitung einer entsprechenden Ausstellung im örtlichen Museum gelten, doch begann Mariani zusätzlich eigene Ausgrabungen in Alfedena, die ihn bis 1902 beschäftigten und 1901 in der umfassenden Darstellung „Aufidena: ricerche storiche ed archeologiche nel Sannio settentrionale“ von ihm publiziert wurden.
Anfang 1900 wechselte Mariani an die Universität Pisa und trat die Nachfolge von Gherardo Ghirardini an. Direkt nach seiner Ankunft schaffte er einen Diaprojektor an und hielt seine Vorlesungen und Seminare mit Hilfe dieses neuen Instruments. Während seiner bis 1914 dauernden Lehre in Pisa war er 1903/04 und 1912/13 Dekan der geisteswissenschaftlichen Fakultät. Seinen Wohnsitz in Rom behielt er und verfolgte auch weiterhin seine Tätigkeit für die archäologische Kommission der Stadt Rom. Auf Vorschlag Federico Halbherrs trat er 1913 in die Koordinationsstelle für die archäologischen Dienste am Ministerium für die italienischen Kolonien ein und koordinierte die archäologischen Untersuchungen in Italienisch-Libyen. Nachdem er in dieser Funktion Kreta und Libyen bereist hatte, wechselte er 1914 ganz in das Ministerium und gab seinen Lehrstuhl in Pisa auf, den er offiziell aber noch bis 1918 innehatte. Die Ergebnisse der archäologischen Untersuchungen in Libyen machte er in Italien einer breiteren Öffentlichkeit bekannt.
Nachdem Emanuel Löwy bei Ausbruch des Ersten Weltkriegs als Österreicher Rom verlassen musste, übernahm Mariani im Jahr 1915 vertretungsweise dessen Lehrstuhl für Archäologie und Kunstgeschichte an der Universität La Sapienza, bis er 1918 offiziell ordiniert wurde. Zugleich wurde er Direktor des Museo dei gessi (Gipsabgussmuseum) der Universität sowie der Kapitolinischen Museen und des Museo Barracco. Außerdem wurde er Sekretär der Commissione archeologica und Direktor des von der Kommission herausgegebenen Bollettino Comunale.
Im April 1919 reiste er zur Einweihung des Museums von Tripolis, Ende des Jahres erkrankte er schwer, wie sich herausstellte an der damals gehäuft auftretenden europäischen Schlafkrankheit. Zwar ging Mariani anfangs noch seiner gewohnten Tätigkeit nach, doch waren die letzten Jahre von zunehmendem körperlichen Verfall bestimmt. Lucio Mariani starb am 30. August 1924 in Rom.
Marian wurde 1904 Mitglied der Accademia di San Luca in Rom, 1913 deren Sekretär. 1908 nahm ihn die Accademia Nazionale dei Lincei als korrespondierendes, 1912 als nationales Mitglied auf. Außerdem gehörte er zu den Gründungsmitgliedern der Società Italiana di Archeologia e Storia dell’Arte.

## Publikationen (Auswahl)
- Dei recenti studi intorno le principali civiltà d’Europa e la loro origine. Forzani e C. Tipografi del Senato, Rom 1895.
- Antichita cretesi. Reale Accademia dei Lincei, Rom 1896.
- Museo del palazzo ducale in Venezia. Raccolta archeologica. Ministero Dell'istruzione Pubblica, Rom 1896.
- Statue mutile di un gruppo marmoreo rappresentante Teseo ed il Minotauro. Reale Accademia dei Lincei, Rom 1897.
- Aufidena. Ricerche archeologiche e storiche nel Sannio settentrionale. Reale Accademia dei Lincei, Rom 1901.
- Statua muliebre del Palazzo dei Conservatori. Loescher, Rom 1905.
- Statue policletee nel Museo Nazionale Romano. Loescher, Rom 1906.
- L’Ephedrismos di Piazza Dante. Loescher, Rom 1907.
- Sopra un tipo di Hermes del IV secolo a.C. Unione Cooperativa Editrice, Rom 1908.
- La giovinetta di Anzio. Loescher, Rom 1910.
- Statua di Augusto di via Labicana. Loescher, Rom 1910.
- Di un altro esemplare dell’atleta Diskophoros. Loescher, Rom 1911.
- Statuetta in bronzo di Sutri. E. Calzone, Rom 1913.
- L’Alessandro Magno di Cirene. Reale Accademia dei Lincei, Rom 1915.
- L’Aphrodite di Cirene. Editrice romana, Rom 1915.
- L’Ara di campo Marzio. P. Maglione und C. Strini, Rom 1918.
- Scavi e ricerche in Libia. Reale Accademia dei Lincei, Rom 1918.
- Di alcune statue di recente restaurate all’Antiquarium. P. Maglione und C. Strini, Rom 1921.
- Creta. Memorie di un viaggio nell’interno dell’isola. Libera Università di Lingue e Comunicazione, CIRAAS, Rom 2005, ISBN 88-901701-9-0.